# Plazmová kosmologie
Plazmová kosmologie je alternativní model galaxií a vesmíru, kde kromě gravitace hraje roli magnetismus a elektrické proudy. Elektromagnetická síla je totiž silnější základní interakce a plazma je nejrozšířenější látkou ve vesmíru. Prvním propagátorem byl švédský fyzik Hannes Alfvén a později také Anthony Peratt. Alfvén považoval velký třesk za skrytou formu kreacionismu, protože tvoří svět z ničeho. Roku 2004 Peratt spolupodepsal otevřený dopis vědecké komunitě publikovaný v časopise New Scientist, který kritizuje teorii velkého třesku za závádění mnoha hypotetických entit, jen aby se udržel koncept v souladu s pozorováními. Pozorováními bylo nalezeno spirální uspořádání magnetického pole v galaxii. Podle teorie elektromagnetická interakce formuje galaktické výtrysky a ramena galaxií. Vysvětluje tak rotační křivku galaxií, aniž by byla třeba temná hmota. Přesto současné počítačové simulace galaxií s magnetohydrodynamikou (MHD) stále chybí, Anthony Peratt udělal počítačové simulace metodou PIC (particle in cell, částice v buňce). Elektrický Birkelandův proud je nepřímo vidět i v mlhovinách, které mají tvar šroubovice. Filamenty (vlákna proudu) plazmatu jsou pozorovány jako protuberance u hvězd. Magnetické pole ovlivňuje i chování dvojhvězd. Magnetické pole může hrát srovnatelnou roli s gravitací při tvorbě hvězd. Magnetické pole prostupuje vesmír na všech škálách